# Kajakarstwo na Letnich Igrzyskach Olimpijskich 1948
Wyniki zawodów w kajakarstwie na Letnich Igrzyskach Olimpijskich 1948. Do zawodów przystąpiło 110 zawodników (100 mężczyzn i 10 kobiet) z 16 krajów. Zawody rozgrywane były w Henley-on-Thames. Klasyfikację medalową w konkurencjach kajakarskich wygrali Szwedzi, zdobywając 4 złote medale.

## Medaliści

### Mężczyźni
| Konkurencja            | Złoto                                                  | Czas      | Srebro                                                 | Czas      | Brąz                                        | Czas      |
| C-1 1000 m szczegóły   | Josef Holeček                                          | 5:42,0    | Douglas Bennett                                        | 5:53,3    | Robert Boutigny                             | 5:55,9    |
| C-1 10 000 m szczegóły | František Čapek                                        | 1:02:05,2 | Frank Havens                                           | 1:02:40,4 | Norman Lane                                 | 1:04:35,3 |
| C-2 1000 m szczegóły   | Czechosłowacja · Jan Brzák · Bohumil Kudrna            | 5:07,1    | Stany Zjednoczone · Stephen Lysak · Stephen Macknowski | 5:08,2    | Francja · Georges Dransart · Georges Gandil | 5:15,2    |
| C-2 10 000 m szczegóły | Stany Zjednoczone · Stephen Lysak · Stephen Macknowski | 55:55,4   | Czechosłowacja · Václav Havel · Jiří Pecka             | 57:38,5   | Francja · Georges Dransart · Georges Gandil | 58:00,8   |
| K-1 1000 m szczegóły   | Gert Fredriksson                                       | 4:33,2    | Johan Andersen                                         | 4:39,9    | Henri Eberhardt                             | 4:41,4    |
| K-1 10 000 m szczegóły | Gert Fredriksson                                       | 50:47,7   | Kurt Wires                                             | 51:18,2   | Eivind Skabo                                | 51:35,4   |
| K-2 1000 m szczegóły   | Szwecja · Hans Berglund · Lennart Klingström           | 4:07,3    | Dania · Ejvind Hansen · Bernhard Jensen                | 4:07,5    | Finlandia · Thor Axelsson · Nils Björklöf   | 4:08,7    |
| K-2 10 000 m szczegóły | Szwecja · Gunnar Åkerlund · Hans Wetterström           | 46:09,4   | Norwegia · Ivar Mathisen · Knut Østby                  | 46:44,8   | Finlandia · Thor Axelsson · Nils Björklöf   | 44:46,2   |

### Kobiety
| Konkurencja         | Złoto      | Czas   | Srebro                      | Czas   | Brąz            | Czas   |
| K-1 500 m szczegóły | Karen Hoff | 2:31,9 | Alida van der Anker-Doedens | 2:32,8 | Fritzi Schwingl | 2:32,9 |

## Klasyfikacja medalowa
| Klasyfikacja medalowa | Klasyfikacja medalowa | Klasyfikacja medalowa | Klasyfikacja medalowa | Klasyfikacja medalowa | Klasyfikacja medalowa |
| --------------------- | --------------------- | --------------------- | --------------------- | --------------------- | --------------------- |
| Miejsce               | Reprezentacja         | Złoto                 | Srebro                | Brąz                  | Razem                 |
| 1.                    | Szwecja               | 4                     | –                     | –                     | 4                     |
| 2.                    | Czechosłowacja        | 3                     | 1                     | –                     | 4                     |
| 3.                    | Dania                 | 1                     | 2                     | –                     | 3                     |
| 3.                    | Stany Zjednoczone     | 1                     | 2                     | –                     | 3                     |
| 5.                    | Finlandia             | –                     | 1                     | 2                     | 3                     |
| 6.                    | Kanada                | –                     | 1                     | 1                     | 2                     |
| 6.                    | Norwegia              | –                     | 1                     | 1                     | 2                     |
| 8.                    | Holandia              | –                     | 1                     | –                     | 1                     |
| 9.                    | Francja               | –                     | –                     | 4                     | 4                     |
| 10.                   | Austria               | –                     | –                     | 1                     | 1                     |